# Przęśl dwukłosowa
Przęśl dwukłosowa (Ephedra distachya L.) – gatunek z rodziny przęślowatych (Ephedraceae). Krzew występujący w zachodniej Azji, Kaukazie, Syberii Zachodniej, Azji Środkowej i Europie południowej.

## Biologia
Przęśl dwukłosowa jest rośliną wieloletnią. Kwitnie w czerwcu i lipcu.

## Uprawa
Przęśl dwukłosowa uprawiana była w Europie od XVI w. jako roślina lecznicza. Obecnie jest rzadko uprawiana. Jest to roślina ciepłolubna, aczkolwiek odporna na mrozy i przesuszenie. Wymaga uprawy w słonecznym miejscu, najlepiej na piaszczystym lub gliniasto-piaszczystym podłożu. Przy wyborze stanowisk dla przęśli należy unikać miejsc cienistych z glebą podmokłą i zimną. Rozmnaża się generatywnie poprzez nasiona oraz wegetatywnie poprzez sadzonki zielne. Jest możliwa do uprawienia w polskich warunkach.
Przęśl charakteryzuje się silnym wzrostem, szczególnie przy sprzyjających warunkach i odpowiednio dobranym stanowisku.

## Zastosowanie
- Zielarstwo: roślina lecznicza.
- Roślina ozdobna: Przęśl polecana jest do ogródków przydomowych i skalnych[7].
- Farmakologia: produkcja leków[6].

### Zielarstwo
Surowcem jest ziele przęśli (Herba Ephedrae), zawierające efedrynę, która ma podobne działanie do adrenaliny. Działa pobudzająco na układ sympatyczny, wpływa na układ oddechowy i naczyniowo-ruchowy, rozszerza źrenice, hamuje skurcze żołądka, jelit i oskrzeli.

### Leki / Mieszanki
Ephedrini hydrochloridum – opisana w Farmakopei Polskiej, wskazana jest w zaburzeniach krążenia (zapaści), alergiach, dychawicy oskrzelowej, gorączce siennej, zapaleniu płuc, zatruciu morfiną, skopolaminą i innymi substancjami psychodepresyjnymi oraz jako środek wybudzający po znieczuleniu ogólnym.
Tussipect – lek na kaszel.